# Nacionalni muzej umjetnosti Ukrajine
Nacionalni muzej umjetnosti Ukrajine (ukrajinski: Національний Художній Музей України) - muzej posvećen ukrajinskoj umjetnosti, a nalazi se u Kijevu u Ukrajini.
Muzej je otvoren 1. kolovoza 1899. kao Gradski muzej starina. Preimenovan je u Prvi državni muzej, 23. lipnja 1919. (uredbom Vlade Ukrajinske Sovjetske Socijalističke Republike), a zatim u Sveukrajinski povijesni muzej 1924. godine. Nastanak sadašnjeg muzeja datira iz 1936. godine, kada su zbirke Ukrajinskog povijesnog muzeja podijeljene u povijesnu i umjetničku zbirku. Prva je postala temelj Povijesnog muzeja (sada Nacionalni muzej povijesti Ukrajine) i Državnog muzeja ukrajinske umjetnosti koji je preimenovan 1953., nakon Drugog svjetskog rata (i vjerojatnih oštećenja), na sadašnje ime.
Dana, 26. travnja 2014. u muzeju su izložene umjetnine pronađene u domu bivšeg predsjednika Viktora Janukoviča. Muzej prikuplja i neslužbena umjetnička djela iz totalitarnog razdoblja - ukrajinskog undergrounda od kasnih 1950.-ih do 1991. godine.
Nacionalni muzej umjetnosti Ukrajine ima najreprezentativniju zbirku ukrajinske figurativne umjetnosti na svijetu. Zbirka muzeja broji gotovo 40 tisuća eksponata, među kojima su zastupljena remek-djela ukrajinskog slikarstva, kiparstva i grafike od doba Kijevske Rusi do danas. Zbirka ukrajinske barokne umjetnosti je izvanredna po svojoj vrijednosti. Živopisnu i originalnu ukrajinsku avangardnu baštinu zastupljenu u muzeju prikazuju djela svjetski poznatog kipara Aleksandra Arčipenka, slikarice Aleksandre Ekster, Olekse Hriščenka, Aleksandra Bogomazova i Viktora Palmova.
Muzej posjeduje jednu od najboljih ukrajinskih zbirki ikona, koju otvara rijetki predmet iz 12. stoljeća – polikromirani drveni reljef "Sveti Juraj s hagiografijom" bizantskog porijekla.

## Galerija
- Ikona sv. Jurja iz 12. stoljeća.
- Isusov križni put, 16. stoljeće.
- Aleksandra Ekster: "Tri ženske figure".
- Serhij Vasijlkivskij: Kozaci u stepi.